# Eskişehir Cup
L'Eskişehir Cup è stato un torneo professionistico di tennis giocato su campi in cemento. Faceva parte dell'ATP Challenger Tour. Si è giocata una sola edizione, a Eskişehir in Turchia.

## Albo d'oro

### Singolare
| Anno | Campione     | Finalista    | Punteggio     |
| ---- | ------------ | ------------ | ------------- |
| 2013 | David Goffin | Marsel İlhan | 4–6, 7–5, 6–2 |

### Doppio
| Anno | Campioni                  | Finalisti                             | Punteggio        |
| ---- | ------------------------- | ------------------------------------- | ---------------- |
| 2013 | Marin Draganja Mate Pavić | Sanchai Ratiwatana Sonchat Ratiwatana | 6–3, 3–6, [10–7] |